# Первомайська селищна рада (Первомайський район)
Первома́йська се́лищна ра́да — адміністративно-територіальна одиниця та орган місцевого самоврядування в Первомайському районі Автономної Республіки Крим. Адміністративний центр — селище міського типу Первомайське.

## Загальні відомості
- Населення ради: 10 244 особи (станом на 2001 рік)

## Населені пункти
Селищній раді підпорядковані населені пункти:
- смт Первомайське
- с. Макарівка
- с. Пшеничне
- с-ще Упорне

## Склад ради
Рада складається з 30 депутатів та голови.
- Голова ради: Кобилиця Володимир Пилипович

### Керівний склад попередніх скликань
| Прізвище, ім'я, по батькові  | Основні відомості                                                        | Дата обрання | Дата звільнення |
| ---------------------------- | ------------------------------------------------------------------------ | ------------ | --------------- |
| Кобилиця Володимир Пилипович | Селищний голова, 1950 року народження, член Партії регіонів              | 26.03.2006   | 24.02.2010      |
| Кобилиця Володимир Пилипович | Селищний голова, 1950 року народження, освіта вища, член Партії регіонів | 31.10.2010   |                 |

Примітка: таблиця складена за даними сайту Верховної Ради України

### Депутати
За результатами місцевих виборів 2010 року депутатами ради стали:

#### За суб'єктами висування
| Суб'єкт висування                 | Кількість обраних депутатів | %    |
| --------------------------------- | --------------------------- | ---- |
| Партія регіонів                   | 14                          | 46,7 |
| Самовисування                     | 10                          | 33,3 |
| Політична партія «Сильна Україна» | 3                           | 10   |
| Комуністична партія України       | 2                           | 6,7  |
| Народна партія                    | 1                           | 3,3  |

#### За округами
| № округу                          | Прізвище, ім'я, по батькові      | Дата визнання обраним | Освіта             | Партійна приналежність                  | Відомості про обраного депутата                                                           |
| --------------------------------- | -------------------------------- | --------------------- | ------------------ | --------------------------------------- | ----------------------------------------------------------------------------------------- |
| Комуністична партія України       |                                  |                       |                    |                                         |                                                                                           |
| 10                                | Арнаудова Галина Олександрівна   | 05.11.2010            | середня спеціальна | член Комуністичної партії України       | Первомайська ЦРЛ, сестра-господарка                                                       |
| 25                                | Гупало Андрій Григорович         | 05.11.2010            | вища               | член Комуністичної партії України       | Первомайська районна лікарня, водій                                                       |
| Народна Партія                    |                                  |                       |                    |                                         |                                                                                           |
| 7                                 | Одінцова Олена Сергіївна         | 05.11.2010            | вища               | член Народної партії                    | управління Пенсійного фонду України, заступник начальника управління з призначення пенсій |
| Партія регіонів                   |                                  |                       |                    |                                         |                                                                                           |
| 1                                 | Дудченко Лідія Олександрівна     | 05.11.2010            | вища               | член Партії регіонів                    | Первомайська районна рада, керівник організаційного відділу                               |
| 2                                 | Краснощок Олександр Анатолійович | 05.11.2010            | вища               | член Партії регіонів                    | Первомайська селищна рада, заступник голови                                               |
| 15                                | Нєхта Галина Петрівна            | 05.11.2010            | середня спеціальна | член Партії регіонів                    | Первомайське районне товариство, директор                                                 |
| 16                                | Стегура Іван Олексійович         | 05.11.2010            | вища               | член Партії регіонів                    | приватний підприємець                                                                     |
| 17                                | Васильєва Ірина Михайлівна       | 05.11.2010            | вища               | член Партії регіонів                    | приватний підприємець                                                                     |
| 18                                | Жидова Наталя Миколаївна         | 05.11.2010            | середня спеціальна | член Партії регіонів                    | Первомайський РЄМ, технік абонентської групи                                              |
| 20                                | Штейн Жанна Степанівна           | 05.11.2010            | середня            | член Партії регіонів                    | Первомайський радгоспзавод ім.1 Травня, комірник                                          |
| 21                                | Юрковська Олександра Миколаївна  | 05.11.2010            | середня спеціальна | член Партії регіонів                    | Первомайська загальноосвітня школа № 2, вчитель                                           |
| 22                                | Моренберг Тетяна Євгенівна       | 05.11.2010            | вища               | член Партії регіонів                    | приватний підприємець, мененджер з торгівлі                                               |
| 24                                | Пятова Галина Федорівна          | 18.11.2010            | вища               | член Партії регіонів                    | приватний підприємець, керівник                                                           |
| 27                                | Ромаш Галина Геннадіївна         | 05.11.2010            | вища               | член Партії регіонів                    | Первомайська селищна рада, керуючий справами виконкому                                    |
| 28                                | Люльчук Сергій Дмитрович         | 05.11.2010            | середня            | член Партії регіонів                    | Первомайський радгоспзавод ім. 1 Травня, управляючий                                      |
| 29                                | Шуплецова Алевтіна Василівна     | 05.11.2010            | середня спеціальна | член Партії регіонів                    | Первомайська районна лікарня, фельдшер                                                    |
| 30                                | Щапков Володимир Ігорович        | 05.11.2010            | середня            | член Партії регіонів                    | Первомайський радгоспзавод ім.1 травня, водій                                             |
| Політична партія «Сильна Україна» |                                  |                       |                    |                                         |                                                                                           |
| 6                                 | Мішарін Олег Борисович           | 05.11.2010            | вища               | член Політичної партії «Сильна Україна» | приватний підприємець, керівник                                                           |
| 9                                 | Пентегов Сергій Олександрович    | 05.11.2010            | вища               | член Політичної партії «Сильна Україна» | приватний підприємець                                                                     |
| 26                                | Масякін Микола Миколайович       | 05.11.2010            | вища               | член Політичної партії «Сильна Україна» | приватний підприємець                                                                     |
| Самовисування                     |                                  |                       |                    |                                         |                                                                                           |
| 3                                 | Ястреб Василь Микитович          | 05.11.2010            | вища               | позапартійний                           | Первомайський РАЙДУ, керівник                                                             |
| 4                                 | Луміковський Микола Миколайович  | 05.11.2010            | вища               | позапартійний                           | приватний підприємець, лікар                                                              |
| 5                                 | Волошко Марія Дмитрівна          | 05.11.2010            | середня спеціальна | член Партії регіонів                    | Первомайське районне товариство інвалідів, голова                                         |
| 8                                 | Нікішенко Геннадій Анатолійович  | 05.11.2010            | вища               | член Партії регіонів                    | ОАО «Крименерго» Первомайський РЄМ, майстер                                               |
| 11                                | Подзигун Лариса Вікторівна       | 05.11.2010            | середня спеціальна | член Партії регіонів                    | РТП «Первомайське», директор супермаркету                                                 |
| 12                                | Верстюк Людмила Олександрівна    | 05.11.2010            | середня спеціальна | позапартійна                            | приватний підприємець                                                                     |
| 13                                | Байрамов Емір Володимирович      | 05.11.2010            | середня            | позапартійний                           | Первомайська районна газета «Вперед», секретар                                            |
| 14                                | Галик Юлія Борисівна             | 05.11.2010            | середня спеціальна | член Партії регіонів                    | приватний підприємець                                                                     |
| 19                                | Скубанова Ірина Володимирівна    | 05.11.2010            | вища               | позапартійна                            | Первомайська загальноосвітня школа № 2, вчитель                                           |
| 23                                | Аніпрєєва Раїса Олександрівна    | 05.11.2010            | середня спеціальна | член Партії регіонів                    | Первомайська ВКФ «Стройналадка», комірник                                                 |